# Wil (Zurigo)
Wil (toponimo tedesco) è un comune svizzero di 1 372 abitanti del Canton Zurigo, nel distretto di Bülach.

## Monumenti e luoghi d'interesse

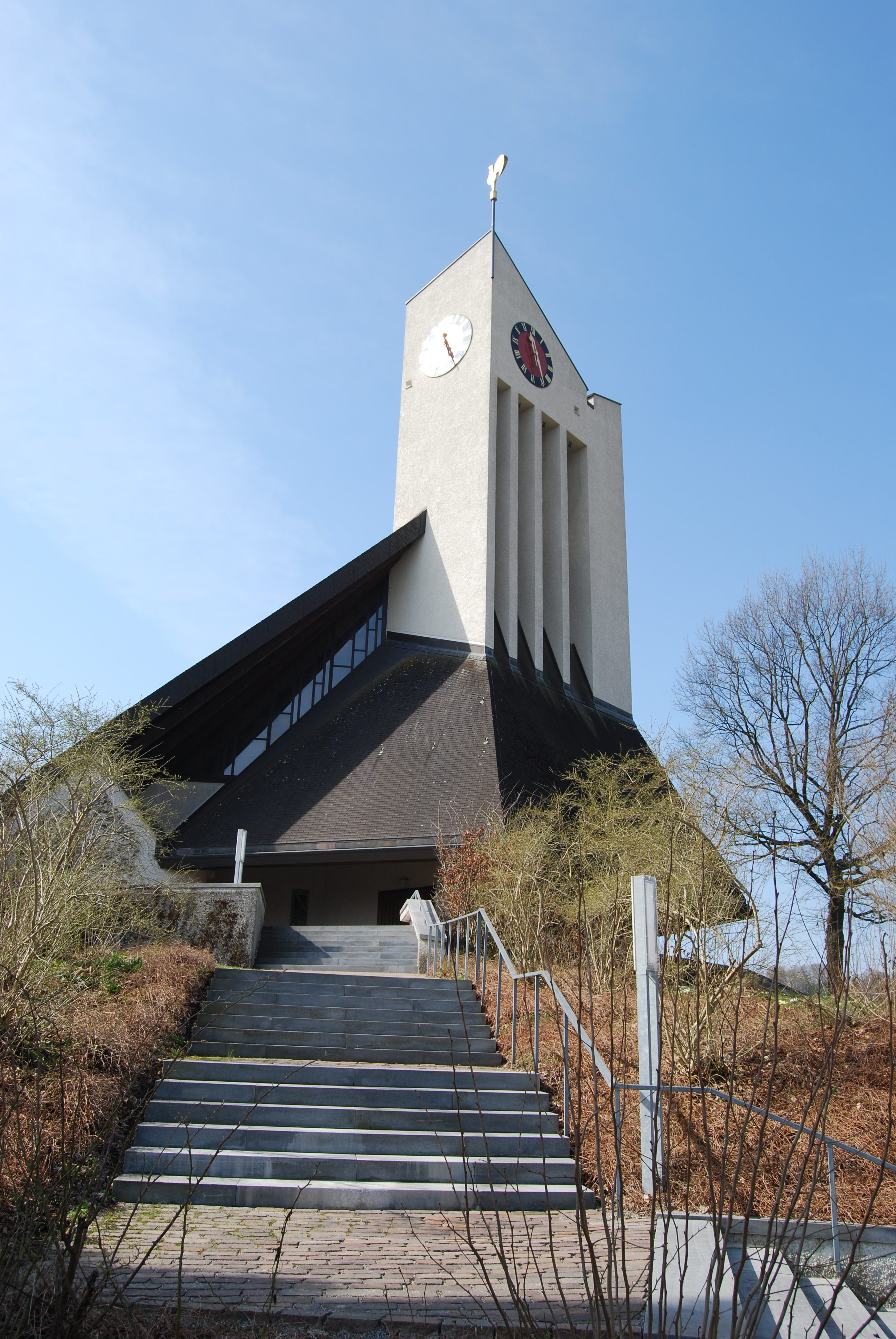
La chiesa riformata

- Chiesa riformata, attestata dal 1216 e ricostruita nel 1859 e nel 1973 (da Oskar Bitterli)[1].

## Società

### Evoluzione demografica
L'evoluzione demografica è riportata nella seguente tabella:
Abitanti censiti

## Infrastrutture e trasporti
Wil è servito dalla stazione di Hüntwangen-Wil sulla ferrovia Eglisau-Neuhausen.

## Amministrazione
Ogni famiglia originaria del luogo fa parte del cosiddetto comune patriziale e ha la responsabilità della manutenzione di ogni bene ricadente all'interno dei confini del comune.